# Agriculture au Mexique

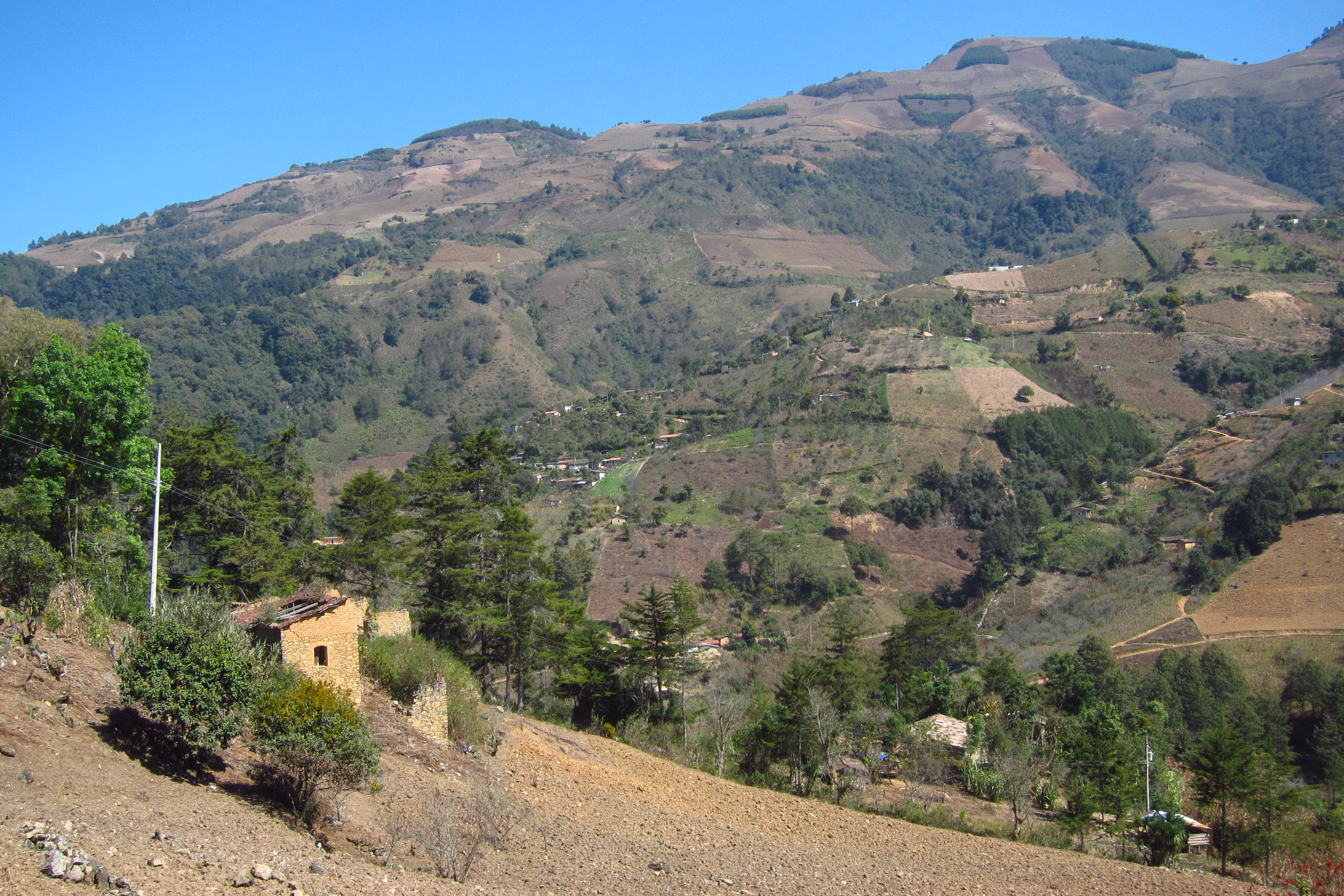
Coyomeapan, Mexique

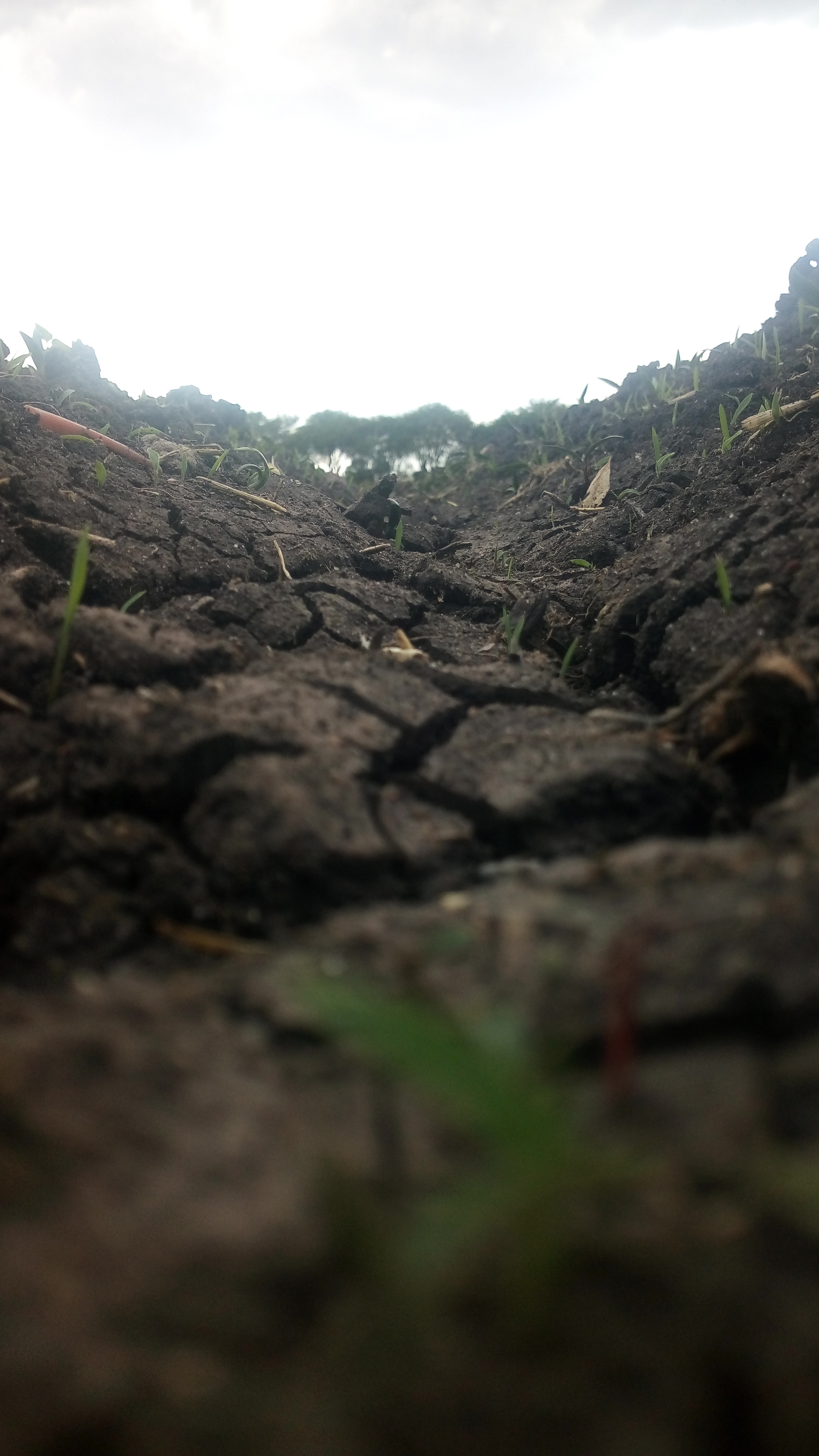
Terre du Mexique

L'agriculture mexicaine, qui assure environ 4 % du PIB et emploie 12 % de la population active en 2021, est caractérisée par un grand nombre de petites exploitations tournées vers les cultures vivrières et un plus petit nombre d'exploitations modernes tournées vers l'industrie agroalimentaire et les marchés d'exportation. 85 % des fermes mexicaines ne livrent, en valeur, que 15 % des denrées agricoles commercialisées. En revanche, 15 % des exploitants se sont fortement modernisés et participent pour 85 % à la production agricole. Près de 13 % des terres sont cultivables, mais moins de 10 % reçoivent assez de pluie pour être cultivées sans recours à l'irrigation.
Au début des années 1990, les principaux produits agricoles du Mexique étaient le maïs, le blé, l'orge, le riz, le haricot, la pomme de terre, le café, le coton, la canne à sucre, d'autres fruits et végétaux, et des animaux d'élevage. Le Mexique est ainsi le 5e producteur mondial de café, et trois millions de personnes (sur une population de près de 120 millions, soit 2,5% des habitants), dont 60% d'indigènes, dépendent de sa culture, dont une large part est certifiée équitable
Les forêts recouvrent près de 23 % du territoire et produisent des bois de valeur tels que l'acajou, l'ébène, le noyer et le bois de rose. Le déboisement est important (700 000 ha par an entre 1980 et 1990), ce qui ne représente cependant qu'une petite partie des ressources forestières du Mexique.
Le Mexique est un des pays au monde à utiliser les plus fortes concentrations de pesticides.

## Production
Le Mexique est le plus grand producteur mondial d' avocat, l'un des 5 premiers producteurs mondiaux de piment, citron, orange, mangue, papaye, citrouille et asperge, et l'un des 10 plus grands producteurs mondiaux de canne à sucre, maïs, sorgho, haricot, tomate, noix de coco, ananas, melon et myrtille.
En 2018, le pays a produit:
- 56,8 millions de tonnes de canne à sucre (6e producteur mondial)
- 27,1 millions de tonnes de maïs (8e producteur mondial)
- 4,7 millions de tonnes d'orange (4e producteur mondial)
- 4,5 millions de tonnes de tomate (9e producteur mondial)
- 4,5 millions de tonnes de sorgho (6e producteur mondial)
- 3,3 millions de tonnes de piment (2e producteur mondial)
- 2,5 millions de tonnes de citron (2e producteur mondial)
- 2,2 millions de tonnes de mangue (5e producteur mondial)
- 2,1 millions de tonnes d'avocat (1re producteur au monde)
- 1,15 million de tonnes de noix de coco (6e producteur mondial)
- 1 million de tonnes de papaye (3e producteur mondial)
- 2,9 millions de tonnes de blé
- 2,3 millions de tonnes de banane
- 1,8 million de tonnes de pomme de terre
- 1,5 million de tonnes d'oignon
- 1,4 million de tonnes de pastèque
- 1,2 million de tonnes de haricot
- 1 million de tonnes d'ananas
- 1 million de tonnes d'orge
- 1 million de tonnes de concombre / cornichons
- 983 000 tonnes d'huile de palme
- en plus de faibles rendements d'autres produits agricoles[5].

## Production animale
L'élevage occupe une place importante dans l'agriculture mexicaine. La production animale représente 42 % de  la production agricole en 2017, avec 1,9 million de tonnes de viande bovine, 11,8 millions de tonnes de lait, 3 millions  de tonnes de volailles, 2,8 millions de tonnes d'oeufs, 1,4 million de tonnes de viande de porc, 2,1 millions de tonnes de production aquacole et de pêche. De 2010 à 2020, la production de viande bovine a connu une forte croissance et l'exportation de viande bovine a été multipliée par trois surtout à destination des Etats-Unis, ce qui fait que la balance commerciale dans ce secteur s'est inversée. Le Mexique est aussi le premier exportateur mondial de bovins vivants.